# Алопеція
Алопе́ція або облисі́ння (букв. «лисість» від дав.-гр. ἀλωπεκία через лат. alopecia «облисіння») — патологічне випадіння волосся, що призводить до його часткового або повного зникнення в певних ділянках голови або тулуба. Причини різні, часто алопеція має невстановлену етіологію. Облисіння може свідчити про різноманітні негаразди в організмі, а також є серйозною психологічною проблемою саме по собі. До найбільш поширених видів алопеції відноситься андрогенетична (androgenetic), дифузна або симптоматична (effluviums), осередкова або гніздова (areata), рубцева (scarring).

## Андрогенетична алопеція
Андрогенетична алопеція (те ж, що і андрогенна алопеція, або облисіння по «чоловічому» типу) являє собою витончення (мініатюризацію) волосся, що веде у чоловіків до облисіння тім'яної і лобної областей, у жінок — до порідіння волосся в ділянці центрального проділу голови з поширенням на її бічні поверхні.
Ступінь вираженості андрогенетичної алопеції характеризується для чоловіків за шкалою Норвуда, для жінок — за шкалою Людвіга.
Понад 95 % всіх випадків облисіння чоловіків — андрогенетична алопеція. Дані по частоті андрогенетичної алопеції у жінок значно розходяться — від 20 % до 90 % всіх випадків втрати волосся, що пов'язано з менш помітним і важче діагностованим проявом цієї алопеції у жінок.
Облисіння по «чоловічому» типу пов'язане з андрогенами — маскулінізуючими стероїдними гормонами, що виробляються організмами обох статей. Роль андрогенів доведена тим, що кастрація, істотно знижує їхній рівень, стабілізує облисіння у всіх випадках, а замісна гормональна терапія у кастрованих пацієнтів — відновлює його.
Дія андрогенів реалізується через клітини волосяного сосочка (ділянка дерми з судинами і нервами, що вдається в дно волосяної цибулини). У клітинах волосяного сосочка андрогени зв'язуються з відповідним рецептором і впливають на вироблення паракринних факторів — речовин малого радіуса дії, від яких залежить розподіл стовбурових клітин волосся, стан позаклітинного матриксу і т. д.
До паракринних факторів належать, наприклад, матриксні металопротеїнази, що «розпушують» сполучнотканинний каркас шкіри навколо зростаючої волосяної цибулини. Порушення вироблення паракринних факторів не дозволяє фолікулам відтворюватися в колишніх розмірах або робить їх зростання неможливим.
Дегенеративні зміни при андрогенетичній алопеції зачіпають не тільки волосяні фолікули — потоншується шкіра скальпа, скорочується кровотік і вміст кисню в шкірі; при алопеції фолікули залягають на глибині до 1 мм, в той час як у скальпі без ознак облисіння вони примикають до підшкірного судинно-нервового сплетіння (глибина залягання фолікулів в нормі: у чоловіків — приблизно 4 мм, у жінок — 3 мм).
Як правило, волосся на голові залишається, але стає тонким, коротким, безбарвним (пушкове волосся) і вже не може прикрити шкіру голови — утворюється лисина. Через 10-12 років після прояву алопеції гирла фолікулів заростають сполучною тканиною, і вже не можуть виробляти навіть пушкове волосся.

Схема утворення стероїдних гормонів в організмі людини. У нижній частині малюнка — реакції з участю ферментів ароматази та 5α-редуктази (у тому числі реакція конверсії тестостерону в естрадіол).

Для андрогенів клітини фолікула не тільки мішень, але і місце трансформації в естрогени — розвиток облисіння у кінцевому підсумку визначається внутрішньоклітинним метаболізмом андрогенів і естрогенів.
Дигідротестостерон (найсильніший андроген) виробляється з тестостерону ферментом 5α-редуктазою, розташованим всередині клітини. 5α-редуктаза конкурує за тестостерон з іншим внутрішньоклітинним ферментом — ароматазою, також використовують вітаміни як субстрат (перетворюючи його в естрогени). В умовах конкуренції за спільний субстрат, вироблення дигідротестостерону залежить від співвідношення цих ферментів — чим більше в клітині ароматази, тим менше тестостерону доступно 5α-редуктазі.
Інгібітори ароматази, що використовуються в лікуванні естрогензалежних пухлин жінок, значно (в кілька разів) підвищують частоту випадків стоншування волосся і облисіння «за чоловічим типом». Інгібітори ароматази не належать до препаратів, що ушкоджують клітини (від яких лисіє вся голова) — ці дані показують, що ароматаза — фактор, що стримує розвиток андрогенетичної алопеції, а недостатність ароматази робить облисіння можливим.
Примітно, що у фолікулах потилиці ароматази набагато більше, ніж у фолікулах верху голови — у чоловіків у 3, у жінок в 1,8 рази, що корелює з кращим ростом волосся в цій ділянці.
|          | Волосяні фолікули | Ароматаза (пмоль/хв/0,5 мг білка) |
| -------- | ----------------- | --------------------------------- |
| Чоловіки | Потиличні Лобові  | 9 ± 2,8 3 ± 2,4                   |
| Жінки    | Потиличні Лобові  | 32 ± 4,0 18 ± 3,4                 |

Відомо, що експресія ароматази підвищується у відповідь на гіпоксію (кисневе голодування), приводячи до зростання місцевого вироблення естрогену, одна з функцій яких — захищати клітини від ішемії (пригнічуючи апоптоз, стимулюючи ангіогенез і т. д.).

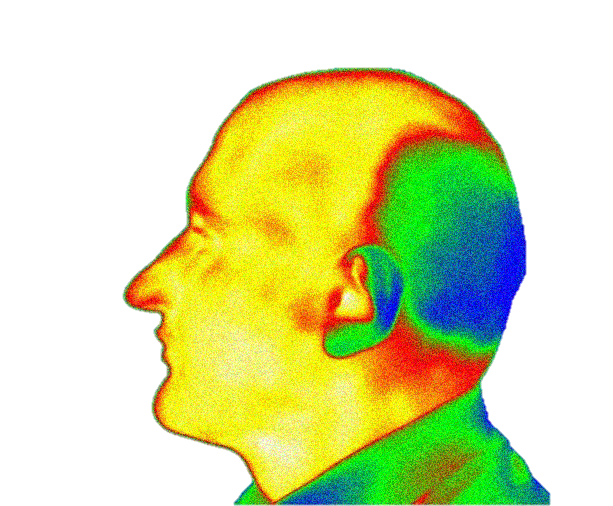
Голова голеної налисо людини після сну (термограф ИРТИС).

Також показано, що експресія ароматази підвищується у відповідь на зовнішній тиск (більш, ніж у 4 рази).
Естрогени та андрогени — близькоспоріднені гормони з загальним метаболізмом, але з протилежними ефектами. Естрогени, синтезовані ароматазою, модулюють життєвий цикл волосся. Так, естрадіол подовжує фазу росту волосся, що особливо помітно у вагітних, коли на тлі підвищення рівня естрадіолу збільшується число зростаючого волосся і загальна кількість волосся на голові. Після пологів рівень естрогенів знижується і волосся, яке перебувало у фазі зростання довше звичайного, відносно синхронно випадає, збільшуючи добову втрату волосся і приводячи до його тимчасового зменшення. Естрогени збільшують товщину шкіри — за рік замісної гормональної терапії (в постменопаузі) шкіра стає товщою майже на 30 %. Естрогени пригнічують 5α-редуктазу приблизно на 40 % (in vitro).
Співвідношення ферментів, гормонів і рецепторів у клітинах знаходиться в динамічній рівновазі. Зміна одного з них приводить у рух всі інші. Зональні відмінності волосся лисіючої і не лисіючої ділянки не означають, що волосся генетично розрізняється — крім структури білка, в генах кодується норма реакції (діапазон, в якому може перебувати експресія гена) і алгоритм поведінки гена в тих або інших обставинах, що лежить в основі пластичності фенотипу. В різних умовах одні і ті ж гени одного і того ж чоловіка можуть вести себе по-різному. В однакових умовах цих відмінностей не виникає (але це не означає, що всі «накопичені» фенотипічні зміни оборотні).
Чутливість фолікула до андрогенів визначається спадковістю. Вважається, що схильність до втрати волосся в 73-75 % випадків успадковується по материнській лінії, у 20 % — по батьківській, і лише 5-7 % — стають першими в роду останнім часом вдалося визначити, які особливості в ДНК людини з великою ймовірністю можуть викликати втрату волосся, і ці дані вже використовуються на практиці для визначення схильності до спадкового облисіння як у чоловіків, так і жінок.
Сучасна медицина пропонує два підходи для боротьби з андрогенетичною алопецією — лікарська терапія і трансплантація власного волосся.
З лікарських препаратів на сьогоднішній день тільки два клінічно довели свою ефективність і безпеку при лікуванні андрогенетичної алопеції і отримали схвалення Європейського медичного агентства (European Medicines Agency) та Управління контролю якості продуктів і ліків в США (U. S. Food and Drug Administration) — препарат для топічного (зовнішнього) застосування міноксидил (розчин, спрей і піна) і препарат для внутрішнього застосування фінастерід (торгова марка пропеція — фінастерид 1 мг), останній рекомендується лише чоловікам (у жінок в постменопаузі він виявився не ефективний).
5-альфа-редуктаза 1 (одна з ізоформ 5-альфа-редуктази) кодується геном SRD5A1. Експресія гену у тканинах простати низька, на відміну від шкіри (у тому числі шкіри голови), що робить фермент зручною фармацевтичною мішенню для лікування облисіння.
Низькоінтенсивне лазерне випромінювання також клінічно довело свою ефективність і схвалено зазначеними вище органами для лікування андрогенетичної алопеції шляхом використання в домашніх умовах лазерного гребінця. В умовах медичних центрів застосовуються більш потужні клінічні лазерні установки. Ефективність лазерного гребінця невисока. Клінічні лазерні установки дають істотно більш виражений ефект. Як і при лікарській терапії, припинення лазерної терапії призводить до деградації волосся до вихідного стану.
Трансплантація власного волосся — це хірургічний шлях вирішення проблеми. Хірург бере волосяні фолікули з потиличних і бічних відділів поверхні голови, де фолікули не схильні до впливу дигідротестостерону (андрогеннезалежні зони), і переносить їх в місця облисіння. Після пересадки фолікули продовжують функціонувати в звичайному режимі, і з них виростає нормальне здорове волосся, що зберігається до кінця життя. Однак не всі кандидати на трансплантацію волосся підходять для цієї операції, і не завжди віддалені результати операції виявляються задовільними.
Наразі у світі ведуться активні розробки перспективних методів відновлення волосся при андрогенетичному облисінні. Найбільші очікування пов'язані з технологіями клонування волосся і стимулювання росту нового волосся.
Суть першої технології полягає в клонуванні волосяних фолікулів, взятих з андрогеннезалежних зон поверхні голови, з подальшим введенням отриманих клонів в облисілі ділянки шкіри голови за спеціальною методикою.
Розробки другої технології ґрунтуються на встановленому факті, що при загоєнні ран на ділянках шкіри з волоссям активізується білок, що позначається як Wnt, який якимось чином сприяє появі на місці поранення нових волосяних фолікулів. Волосини, що з'являються з них, нормально проходять всі цикли розвитку. Вчені вважають, що можна змусити Wnt виробляти нові фолікули і на непошкодженій шкірі.

## Дифузна алопеція

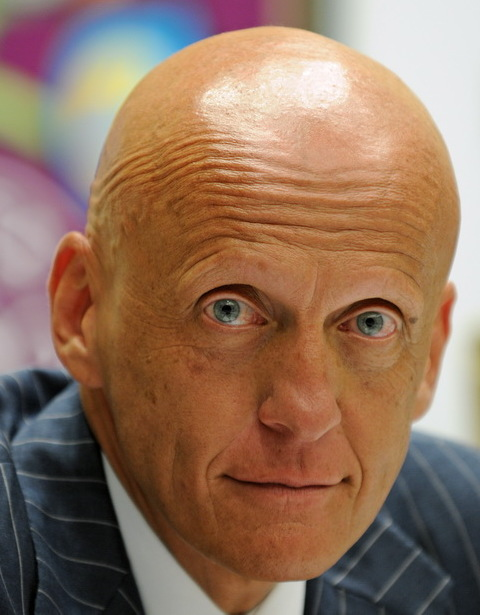
Дифузна алопеція на прикладі П'єрлуїджі Колліна

Дифузна алопеція характеризується сильним рівномірним випаданням волосся по всій поверхні волосистої частини голови у чоловіків і жінок у результаті збою циклів розвитку волосся. Оскільки дифузна алопеція є наслідком порушень в роботі всього організму, її іноді називають симптоматичною. За поширеністю дифузна алопеція займає друге місце після андрогенетичної алопеції. Жінки схильні їй в більшій мірі, ніж чоловіки.
Виділяють телогенову і анагенову форму дифузної алопеції.
Телогенову форму алопеції можуть спричинити:
- стрес;
- гормональні порушення, наприклад, внаслідок хвороби щитоподібної залози, вагітність, прийом невдалих гормональних протизаплідних засобів;
- тривале застосування антибіотиків, нейролептиків, антидепресантів і цілої низки інших ліків;
- хірургічні операції, гострі інфекційні і важкі хронічні захворювання;
- дієти з нестачею життєво важливих для організму елементів.

Анагенова форма дифузної алопеції виникає при впливі на організм, і волосяні фолікули зокрема, більш сильних і швидкодіючих факторів, в результаті чого волосяні фолікули не встигають «сховатися» у фазі спокою, і волосся починає випадати відразу з фази зростання (анагену). Такими факторами зазвичай бувають радіоактивне випромінювання (в тому числі і після радіотерапії), хіміотерапія, отруєння сильними отрутами.
У більшості випадків після зникнення причини дифузної алопеції волосся повністю відновлюються в строк 3-9 місяців, бо тут, на відміну від андрогенетичної алопеції, не відбувається загибелі волосяних фолікулів. Тому лікування дифузної алопеції спрямоване, в першу чергу, на пошук і ліквідацію її причини. Після зникнення причини для більш швидкого відновлення волосся застосовують різні стимулятори його росту — (міноксидил)- при андрогенній алопеції, лікувальні бальзами, маски для волосся, спреї для волосся, фізіотерапію.

## Гніздова алопеція

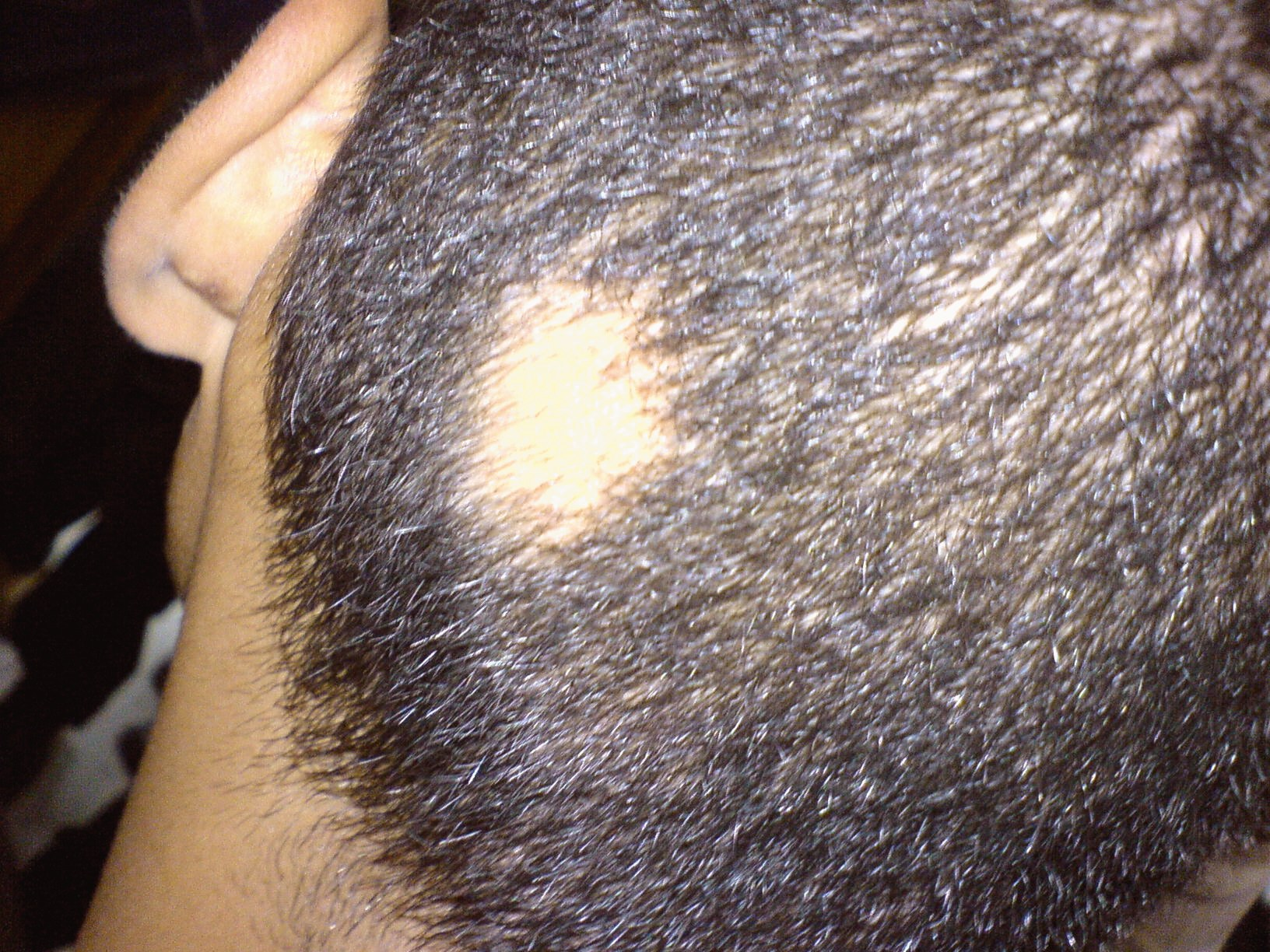
Гніздова алопеція

Гніздова алопеція (лат. alopecia areata) — патологічне випадіння волосся в результаті пошкодження клітин кореневої системи волосся факторами імунного захисту. Маніфестує у вигляді одного або декількох округлих вогнищ облисіння. Має стадійність свого розвитку за морфологічною ознакою і визначається як очагова, багатоочагова, субтотальна, тотальна і універсальна алопеція. При останній стадії алопеції, пошкодження волосся спостерігається по всьому тілу, що вказує на системність та поступальний розвиток аутоімунного процесу. Ушкодження нігтьових пластинок (точкова ониходистрофія) часто супроводжує тотальну і універсальну алопеції.
Етіологія і патогенез вивчені в обсязі порівняння будь-якого іншого дерматозу. Генетична схильність захворювання стала відома широкому колу дерматологів, однак, залишається проблема ідентифікації нових і систематизації відомих генів, виявлених у людей з гніздовою алопецією. Є думка, що при активації деяких генів, що відповідають за імунологічну сумісність, відбувається утворення специфічних білків, що запускають каскад імунологічних перетворень. Факторами, що активують гени, емоційні стреси, вакцинація, вірусні захворювання, антибіотикотерапія, наркоз і т. д.
За різними даними частота епізодичного прояву гніздової алопеції серед різних популяцій населення коливається від 0,5 % до 2,5 %.
Однією з вивчених ланок патогенезу є дефект метаболізму ендогенних ретиноїдів.
Для лікування гніздової алопеції існує ряд засобів і методів, але вони не затверджені офіційно. Найбільш поширеним методом лікування алопеції є застосування кортикостероїдів у різних формах (у вигляді кремів, ін'єкцій, оральних препаратів) або препаратів, що стимулюють виділення власних кортикостероїдів. На жаль використовувані кортикостероїди мають вибірковий і нестабільний ефект. В СРСР, у 1972 р. було синтезовано кремнійорганічну речовину, а в РФ з 1992 р. зареєстрований як лікарський (1-Хлорметилсилатран) і одночасно косметичний засіб (Мівал Концентрований) для лікування гніздової алопеції. Використовуються також, синтезований у США, в 1962 р. міноксидил, до інших засобів відносяться антрален, ПУВА-терапія, ретиноїди з різним, змінним успіхом.
Науковці з Медичного центру Колумбійського університету (США) вперше запропонували новий метод лікування хворих на аутоімунну вогнищеву алопецією. Лікування передбачає використання інгібітора янус-кінази (JAK-кінази) — препарату руксолитиниб, який раніше був схвалений для лікування раку кісткового мозку, а також ревматоїдного артриту. У ході ранніх доклінічних досліджень на невеликій кількості пацієнтів був показаний змінний успіх: ефект від препарату проявляється, лише поки триває лікування; також інгібітор янус-кінази викликає невелике зниження імунітету.

## Рубцева алопеція

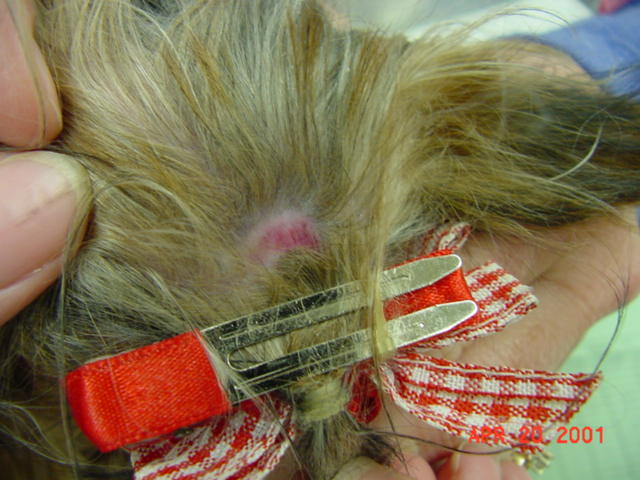
Рубцева алопеція

Загальною рисою різних форм рубцевої алопеції є необоротне пошкодження волосяних фолікулів і поява на їх місці сполучної (рубцевої) тканини. У структурі видів облисіння рубцева алопеція становить 1-2 %.
Причиною рубцевої алопеції можуть бути інфекції (вірусні, бактеріальні, грибкові), що викликають запальні реакції навколо волосяних перитрихів, на місці яких в результаті з'являється сполучна тканина. Якщо лікування інфекції зроблено своєчасно, волосся може зберегтися.
Рубцева алопеція часто виникає в результаті фізичних травм — поранень, теплових або хімічних опіків.
Для лікування сформованої алопеції існує тільки один метод — хірургічний. Або місця облисіння видаляються, якщо вони не занадто великі, або в ці місця трансплантуються здорові фолікули з областей, не порушених алопецією.

## Алопеція при хіміотерапії
Хіміотерапія часто призводить до випадання волосся, що важко переноситься пацієнтом і може стати причиною емоційних розладів, що погіршують якість життя. Для профілактики цього ускладнення використовується охолоджуючий шолом. Захисний ефект досягається за рахунок уповільнення метаболізму і швидкості ділення клітин волосяного фолікула (хіміопрепарати вражають клітини переважно у момент їх поділу — при охолодженні обмін речовин і швидкість поділу клітин істотно сповільнюється (клітини волосяного фолікула — одні з найбільш швидкодільних в організмі)). У той же час, алопеція при хіміотерапії в переважній більшості випадків носить оборотний характер.

## Трансплантація волосся
Існують два види операцій з пересадки волосся.
Перший вид це стрип-метод, в якому для пересадки використовують вирізаний клапоть шкіри з донорської зони на потиличній частині. Клапоть розрізається на графти (графт містить 1-3 цибулини волосся) і пересаджується.
Найсучаснішим способом пересадки є безшовний (фолікулярний) метод, при якому волосяні цибулини витягуються з донорської зони по одній спеціальним інструментом. В даному випадку, при недостатній кількості волосся на потиличній частині голови, донорської зоною можуть бути підборіддя, груди, ноги, пахова область.
Цікаво, що в новому для себе оточенні, волосся цих зон змінюють свої характеристики. Так, волосся, пересаджені з нижньої кінцівки, на голові стають більш прямими і довгими.